# روبي فروست
روبي فروست (بالإنجليزية: Ruby Frost)‏ هي مغنية وكاتبة غنائية نيوزيلندية، ولدت في 1987 في ويلينغتون في نيوزيلندا.

## وصلات خارجية
- الموقع الرسمي
- روبي فروست على موقع ميوزك برينز (الإنجليزية)
- روبي فروست على موقع ديسكوغز (الإنجليزية)